# Zeitverfügbarkeit
Die Zeitverfügbarkeit ist eine energiewirtschaftliche Kennzahl und wird ermittelt als Quotient aus der Verfügbarkeitszeit einer Wärmekraftanlage und der Kalenderzeit.
Sie stellt somit das Verhältnis der Verfügbarkeit eines Kraftwerks als Verhältnis der Betriebs- und Reservezeit zur Kalenderzeit dar. Sie wird ohne Berücksichtigung von Minderleistungen während der Betriebszeit berechnet.
{\displaystyle k_{t}={\frac {t_{v}}{T_{N}}}={\frac {t_{N}-t_{NV}}{T_{N}}}}
kt ist die Zeitverfügbarkeit, tV die Verfügbarkeitszeit und tN die Nennzeit. tNV ist die Nichtverfügbarkeitszeit.
Anhand der Arbeitsverfügbarkeit einer Anlage kann ermittelt werden, wie viel Arbeit eine Anlage aufgrund ihres technischen und betrieblichen Zustandes erbringen kann, bezogen auf einen Zeitraum. Die Arbeitsverfügbarkeit ist immer kleiner als die Zeitverfügbarkeit.

## Einzelnachweis
1. ↑  www.kernfragen.de/kernfragen/lexikon/z/zeitverfuegbarkeit.php (Seite nicht mehr abrufbar, festgestellt im Februar 2020. Suche in Webarchiven)